# Die Currywurst

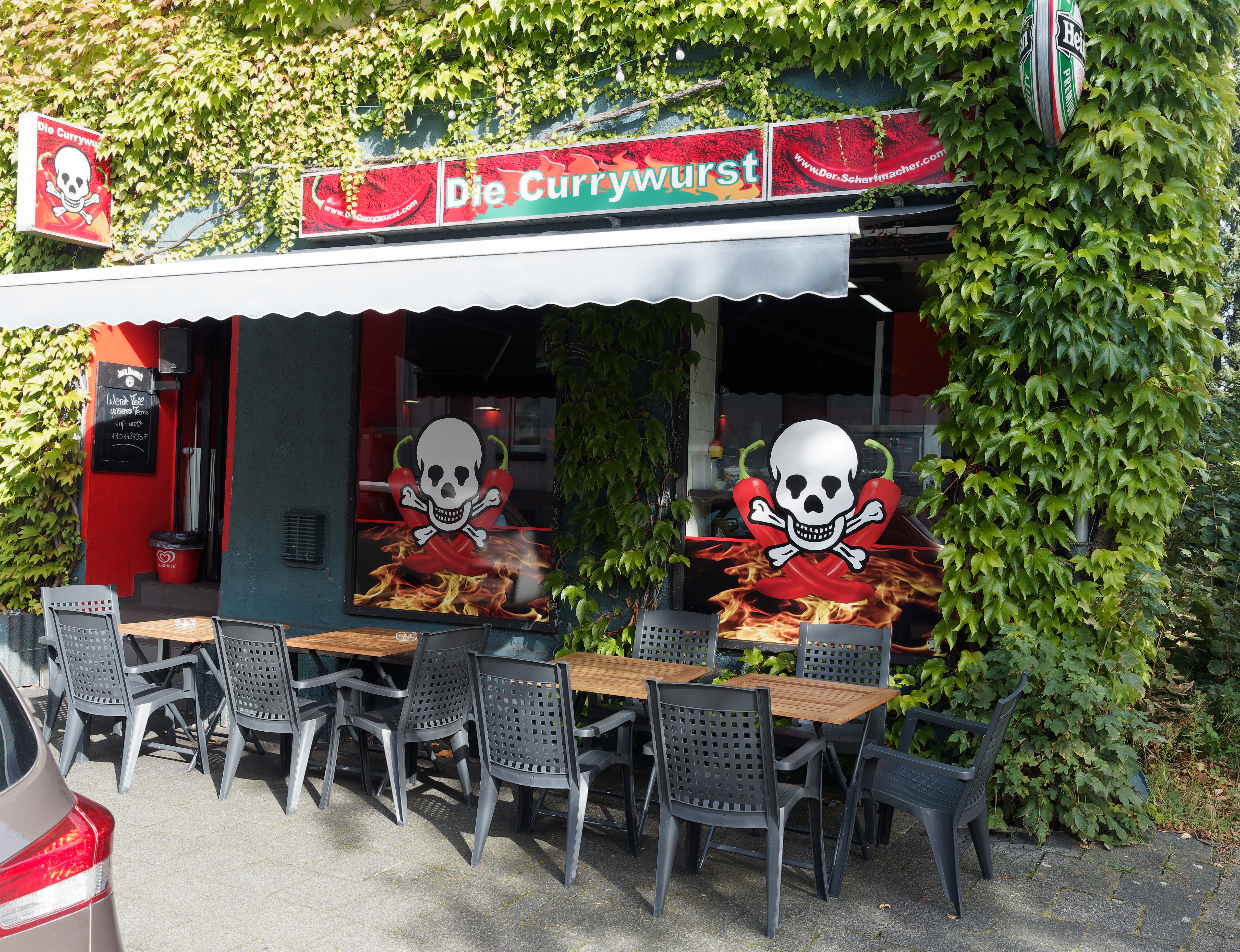
Ansicht von außen

Die Currywurst ist ein im Herner Stadtteil Wanne-Eickel im mittleren Ruhrgebiet gelegener Schnellimbiss, der deutschlandweite Bekanntheit durch vom Inhaber Gerhard Herzog durchgeführte Schärfe-Wettessen (hier „Scoville-Challenge“ oder „German Scoville Masters“ genannt) erlangt hat. Zahlreiche Fernsehsender (beispielsweise ZDF, kabel eins, ProSieben, RTL und WDR) sowie Printmedien berichten regelmäßig über diese Wettkämpfe.

## Die schärfste Currywurst der Welt
Als Markenzeichen und Slogan führt der Imbissbetrieb „die schärfste Currywurst der Welt“. Diese besteht aus Bratwürsten der Bochumer Metzgerei Dönninghaus sowie einer hausgemachten Currysauce, die durch Zugabe von Gewürzen (insbesondere frischen Habanero-Chilis) und (nur in den höchsten Stufen) reinen Capsaicin-Kristallen einen sehr hohen Schärfegrad erreicht. Bedingt durch die Tatsache, dass reines Capsaicin für den Menschen das höchstmögliche Schärfeempfinden auslöst, wird so die Speise (zumindest in den Medien und laut Eigenaussage) zur „schärfsten Currywurst der Welt“.